# 優脛龍屬
優脛龍屬（屬名：Eucnemesaurus）是種基礎蜥腳形亞目恐龍，通常被認為是優肢龍的一個異名，但亞當·耶茨（Adam Yates）的2006年研究則顯示牠們與假設的艾雷拉龍科阿里瓦龍（Aliwalia）是同種動物。
優脛龍是在1920年由Egbert Cornelis Nicolaas van Hoepen敘述、命名，模式種是強大優脛龍（E. fortis）。屬名意為「美好的脛骨蜥蜴」，意指牠們的結實脛骨；種名在拉丁文意為「強壯的」。正模標本（編號TrM 119）為一個部份身體骨骼，包含脊椎、部分恥骨、一個股骨、以及兩個脛骨。優脛龍的化石發現於南非自由邦Slabberts區的下艾略特組（Lower Elliot Formation），年代為三疊紀的卡尼階。
耶茨將優脛龍與里奧哈龍歸類於里奧哈龍科，雖然通常被認為屬於黑丘龍科。

## 歷史
優脛龍的一些化石過去曾被歸類於阿里瓦龍（Aliwalia），阿里瓦龍的屬名取自於化石發現處，南非聯邦時期的亞里瓦公園保護區。這些化石相當小，而且只有股骨碎片與一個上頜骨被發現。
許多年來，這個股骨與上頜骨使許多古生物學家認為阿里瓦龍是種體型龐大的肉食性恐龍。阿里瓦龍被認為體型相當於侏儸紀與白堊紀的大型獸腳類恐龍，例如異特龍。最初的化石被認為與南美洲的艾雷拉龍有高度的相似處，因此彼得·加爾冬將阿里瓦龍歸類於艾雷拉龍科。
但是，近年的重新檢驗發現，這個上頜骨明顯地屬於肉食性動物，並不屬於優脛龍。而新發現的化石則確定優脛龍屬於蜥腳形亞目。

## 外部連結
- 蜥腳形亞目